# Мавринка (станция, Ершовский район)
Мавринка — пристанционный посёлок в Ершовском районе Саратовской области, в составе сельского поселения Декабристское муниципальное образование. Посёлок расположен при станции Мавринка Приволжской железной дороги.
Население - 13 (2010)

## История
Станция Мавринка построена при строительстве линии Покровская слобода - Уральск Рязано-Уральской железной дороги. Станция получила название по расположенному в 5 верстах селу. Станция располагалась в границах Верхне-Кушумской волости Новоузенского уезда Самарской губернии. Согласно Списку населённых мест Самарской губернии 1910 года при станции проживало 15 мужчин и 12 женщин.
В 1919 году в составе Новоузенского уезда населённый пункт включён в состав Саратовской губернии.

## Физико-географическая характеристика
Посёлок находится в Заволжье, в пределах Сыртовой равнины, относящейся к Восточно-Европейской равнине, у левого берегу реки Большой Узень, на высоте около 70 метров над уровнем моря. Почвы - тёмно-каштановые солонцеватые и солончаковые.
Посёлок расположен примерно в 17 км по прямой в восточном направлении от районного центра города Ершова. По автомобильным дорогам расстояние до районного центра Ершов - 24 км, до областного центра города Саратова - 200 км. 
Часовой пояс
Посёлок станции Мавринка, как и вся Саратовская область, находится в часовой зоне МСК+1. Смещение применяемого времени относительно UTC составляет +4:00.

## Население
Динамика численности населения по годам:
| Годы      | 1910 | 2002 |
| --------- | ---- | ---- |
| Население | 27   | 96   |

| 2010 |
| ---- |
| 13   |